# سانتا مارينا (كمبانية)
سانتا مارينا (بالإيطالية: Santa Marina)‏ هي بلدة وكومونا في مقاطعة سلرنو في منطقة كمبانية بجنوب غرب إيطاليا.